# Frank Hengstmann
Frank-Erich Hengstmann (* 5. Januar 1956 in Magdeburg; † 2. Dezember 2024) war ein deutscher Kabarettist, Autor und Regisseur. Er hatte Kinderprogramme sowie Theaterstücke gespielt und inszeniert und beschäftigte sich hauptsächlich mit politisch-satirischem Kabarett.

## Leben
Frank Hengstmann war im Alter von fünf Jahren Gründungsmitglied des ersten Kinderkabaretts der DDR, Die Kritiküsschen, das von seinem Vater Erich Hengstmann gegründet wurde. Dieses Kabarett erlangte durch zahlreiche Gastspiele und elf Fernsehauftritte im DFF überregionale Berühmtheit. Im Jahr 1981 erhielt Hengstmann den (DDR-)obligatorischen Berufsausweis und war damit einer der wenigen Solo-Kabarettisten in der DDR. Er war einer der letzten Moderatoren der Fernsehsendung Burgparty.
Hengstmann betrieb gemeinsam mit seinen Söhnen die Kabarettspielstätte … nach Hengstmanns.
Am 7. Februar 2024 durfte sich Hengstmann in das Goldene Buch seiner Heimatstadt eintragen.
Frank Hengstmann starb am 2. Dezember 2024 im Alter von 68 Jahren an den Folgen einer langjährigen Krebserkrankung.

## Ensembles
- 1994–2003: Kabarettgemeinschaft Börde (KGB)
- 2003–2005: Magdeburger Zwickmühle
- 2005–2008: Kabarett Denkzettel